# University of Texas at Austin Women's Volleyball 2022
Questa voce raccoglie le informazioni riguardanti la University of Texas at Austin Women's Volleyball nella stagione 2022.

## Stagione
La University of Texas at Austin partecipa alla Big 12 Conference per la ventisettesima volta, conquistando il quindicesimo titolo di conference dopo aver sconfitto la Baylor.
Partecipa quindi al torneo NCAA Division I come testa di serie numero 1, ospitando tutti e quattro i turni della propria fase regionale: dopo le agevoli vittorie contro la Fairleigh Dickinson e la Georgia nei primi due round, piega la resistenza della Marquette in quattro set alle Sweet Sixteen, andando poi a sconfiggere la Ohio State in altrettanti parziali alle Elite Eight. Conquistato il pass per la quindicesima Final-4 della propria storia, supera al quarto set la San Diego in semifinale e poi si aggiudica il terzo titolo NCAA della propria storia in appena sconfiggendo la Louisville.

## Organigramma societario
Area direttiva
- Presidente: Chris Del Conte

Area organizzativa
- Direttore delle operazioni: Nathan Mendoza

Area tecnica
- Allenatore: Jerritt Elliott
- Allenatore associato: Erik Sullivan, David Hunt
- Coordinatore tecnico: Erik Sullivan
- Assistente allenatore volontario: Jessica Brannan
- Allenatore associato anziano: DeAnn Koehler
- Preparatore atletico: Donnie Maib
- Coordinatore video: Jesse Sultzer

## Rosa
| N° | Nome                     | Ruolo | Data di nascita   | Nazionalità sportiva | Anno             |
| -- | ------------------------ | ----- | ----------------- | -------------------- | ---------------- |
| 1  | Jenna Ewert              | P     | 8 febbraio 2000   | Stati Uniti          | Graduate student |
| 2  | Emma Halter              | L     | -                 | Stati Uniti          | Freshman         |
| 3  | DeAndra Pierce           | C     | -                 | Stati Uniti          | Sophomore        |
| 4  | Melanie Parra            | S     | 12 settembre 2002 | Messico              | Junior           |
| 5  | Isabella Bergmark        | C     | 5 settembre 2000  | Stati Uniti          | Senior           |
| 6  | Madisen Skinner          | S     | 1º luglio 2001    | Stati Uniti          | Sophomore        |
| 7  | Asjia O'Neal             | C     | 23 ottobre 1999   | Stati Uniti          | Senior           |
| 9  | Saige Ka'aha'aina-Torres | P     | 30 luglio 2000    | Stati Uniti          | Graduate student |
| 10 | Zoe Fleck                | L     | 29 settembre 2000 | Stati Uniti          | Graduate student |
| 11 | Marianna Singletary      | C     | 8 ottobre 2004    | Stati Uniti          | Freshman         |
| 12 | Keonilei Akana           | L     | 19 settembre 2001 | Stati Uniti          | Junior           |
| 14 | Kenna Miller             | S     | -                 | Stati Uniti          | Freshman         |
| 15 | Molly Phillips           | C     | 31 gennaio 2001   | Stati Uniti          | Senior           |
| 19 | Reilly Heinrich          | L     | -                 | Stati Uniti          | Junior           |
| 22 | Marina Crownover         | P     | -                 | Stati Uniti          | Freshman         |
| 28 | Kayla Caffey             | C     | 25 novembre 1997  | Stati Uniti          | Graduate student |
| 33 | Logan Eggleston          | S     | 13 novembre 2000  | Stati Uniti          | Graduate student |
| 44 | Devin Kahahawai          | O     | 22 marzo 2004     | Stati Uniti          | Freshman         |

## Mercato
| Acquisti | Acquisti          | Acquisti                   | Acquisti   |
| R.       | Nome              | da                         | Modalità   |
| -------- | ----------------- | -------------------------- | ---------- |
| C        | Isabella Bergmark | UC Berkeley                | definitivo |
| C        | Kayla Caffey      | Nebraska                   | definitivo |
| P        | Marina Crownover  | St. Stephen's Episcopal HS | definitivo |
| P        | Jenna Ewert       | Colorado                   | definitivo |
| L        | Zoe Fleck         | UC Los Angeles             | definitivo |
| L        | Emma Halter       | Roncalli HS                | definitivo |
| S        | Devin Kahahawai   | Kamehameha Schools         | definitivo |
| S        | Kenna Miller      | Northwest HS               | definitivo |
| S        | Madisen Skinner   | Kentucky                   | definitivo |

| Cessioni | Cessioni         | Cessioni             | Cessioni   |
| R.       | Nome             | a                    | Modalità   |
| -------- | ---------------- | -------------------- | ---------- |
| C        | Brionne Butler   | Gresik Petrokimia    | definitivo |
| P        | Naomi Cabello    | North Carolina State | definitivo |
| O        | Skylar Fields    | Southern California  | definitivo |
| P        | Jhenna Gabriel   | UN Las Vegas         | definitivo |
| L        | Nalani Iosia     | Michigan State       | definitivo |
| L        | Sydney Petersen  | Northern Iowa        | definitivo |
| S        | Madison Williams | North Carolina State | definitivo |

## Statistiche

### Statistiche di squadra
| Competizione                      | Punti | In casa | In casa | In casa | In trasferta | In trasferta | In trasferta | Campo neutro | Campo neutro | Campo neutro | Totale | Totale | Totale |
| Competizione                      | Punti | G       | V       | P       | G            | V            | P            | G            | V            | P            | G      | V      | P      |
| --------------------------------- | ----- | ------- | ------- | ------- | ------------ | ------------ | ------------ | ------------ | ------------ | ------------ | ------ | ------ | ------ |
| Big 12 Conference NCAA Division I | .966  | 17      | 17      | 0       | 10           | 9            | 1            | 2            | 2            | 0            | 29     | 28     | 1      |
| Totale                            | .966  | 17      | 17      | 0       | 10           | 9            | 1            | 2            | 2            | 0            | 29     | 28     | 1      |

G = partite giocate; V = partite vinte; P = partite perse

### Statistiche dei giocatori
| Giocatrice            | Big 12 Conference NCAA Division I | Big 12 Conference NCAA Division I | Big 12 Conference NCAA Division I | Big 12 Conference NCAA Division I | Big 12 Conference NCAA Division I | Totale | Totale | Totale | Totale | Totale |
| Giocatrice            | P                                 | PT                                | AV                                | MV                                | BV                                | P      | PT     | AV     | MV     | BV     |
| --------------------- | --------------------------------- | --------------------------------- | --------------------------------- | --------------------------------- | --------------------------------- | ------ | ------ | ------ | ------ | ------ |
| K. Akana              | 29                                | 34                                | 0                                 | 0                                 | 34                                | 29     | 34     | 0      | 0      | 34     |
| I. Bergmark           | 21                                | 79,5                              | 57                                | 22,5                              | 0                                 | 21     | 79,5   | 57     | 22,5   | 0      |
| K. Caffey             | 25                                | 132,5                             | 95                                | 37,5                              | 0                                 | 25     | 132,5  | 95     | 37,5   | 0      |
| L. Eggleston          | 28                                | 484                               | 407                               | 35                                | 42                                | 28     | 484    | 407    | 35     | 42     |
| J. Ewert              | 19                                | 6,5                               | 2                                 | 0,5                               | 4                                 | 19     | 6,5    | 2      | 0,5    | 4      |
| Z. Fleck              | 29                                | 32                                | 1                                 | 0                                 | 31                                | 29     | 32     | 1      | 0      | 31     |
| E. Halter             | 29                                | 12                                | 0                                 | 0                                 | 12                                | 29     | 12     | 0      | 0      | 12     |
| R. Heinrich           | 7                                 | 1                                 | 0                                 | 0                                 | 1                                 | 7      | 1      | 0      | 0      | 1      |
| D. Kahahawai          | 22                                | 24                                | 19                                | 5                                 | 0                                 | 22     | 24     | 19     | 5      | 0      |
| S. Ka'aha'aina-Torres | 28                                | 85                                | 46                                | 23                                | 16                                | 28     | 85     | 46     | 23     | 16     |
| A. O'Neal             | 27                                | 288                               | 208                               | 63                                | 17                                | 27     | 288    | 208    | 63     | 17     |
| M. Parra              | 21                                | 76                                | 64                                | 4                                 | 8                                 | 21     | 76     | 64     | 4      | 8      |
| D. Pierce             | 0                                 | 0                                 | 0                                 | 0                                 | 0                                 | 0      | 0      | 0      | 0      | 0      |
| M. Phillips           | 28                                | 232,5                             | 200                               | 32,5                              | 0                                 | 28     | 232,5  | 200    | 32,5   | 0      |
| M. Skinner            | 28                                | 381                               | 344                               | 27                                | 10                                | 28     | 381    | 344    | 27     | 10     |

P = presenze; PT = punti totali; AV = attacchi vincenti; MV = muri vincenti; BV = battute vincenti

NB: I muri singoli valgono una unità di punto, mentre i muri doppi e tripli valgono mezza unità di punto; anche i giocatori nel ruolo di libero sono impegnati al servizio